# Thomas Wessinghage
Thomas Wessinghage (né le 22 février 1952 à Hagen) est un ancien athlète représentant l'Allemagne de l'Ouest spécialiste du fond et du demi-fond.

## Carrière

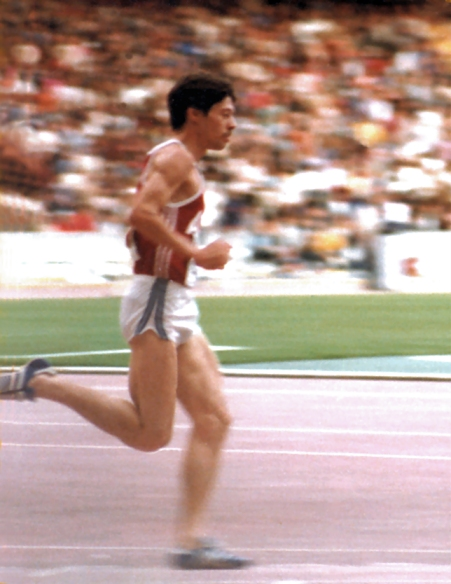
Thomas Wessinghage en 1981

Le coureur germanique est le meilleur performeur européen en 1975 sur la distance du 1500 mètres en 3 min 36 s 4.
Il remporte durant cette même année 1975 l'épreuve du 1500 mètres de la finale de la coupe d'Europe des Nations organisée à Nice en août, en devançant le coureur polonais Bronislaw Malinowski  et les six autres athlètes, dont le Français Gonzalez.

## Palmarès

### Championnats d'Europe d'athlétisme
- Championnats d'Europe d'athlétisme 1974 à Rome,  Italie
  -  Médaille de bronze sur 1500 m
- Championnats d'Europe d'athlétisme 1982 à Athènes,  Grèce
  -  Médaille d'or sur 5000 m

### Championnats d'Europe d'athlétisme en salle
- Championnats d'Europe d'athlétisme en salle 1974 à Göteborg,  Suède
  -  Médaille d'argent sur 1500 m
- Championnats d'Europe d'athlétisme en salle 1975 à Katowice,  Pologne
  -  Médaille d'or sur 1500 m
- Championnats d'Europe d'athlétisme en salle 1976 à Munich,  Allemagne de l'Ouest
  -  Médaille d'argent sur 1500 m
- Championnats d'Europe d'athlétisme en salle 1978 à Milan,  Italie
  -  Médaille d'argent sur 1500 m
- Championnats d'Europe d'athlétisme en salle 1979 à Vienne,  Autriche
  -  Médaille d'argent sur 1500 m
- Championnats d'Europe d'athlétisme en salle 1980 à Sindelfingen,  Allemagne de l'Ouest
  -  Médaille d'or sur 1500 m
- Championnats d'Europe d'athlétisme en salle 1981 à Grenoble,  France
  -  Médaille d'or sur 1500 m
- Championnats d'Europe d'athlétisme en salle 1983 à Budapest,  Hongrie
  -  Médaille d'or sur 1500 m
- Championnats d'Europe d'athlétisme en salle 1984 à Göteborg,  Suède
  -  Médaille de bronze sur 1500 m
- Championnats d'Europe d'athlétisme en salle 1985 à Athènes,  Grèce
  -  Médaille d'or sur 3000 m